# John Riseley-Prichard
John Henry Augustin Prichard (17 de janeiro de 1924 – 8 de julho de 1993) foi um automobilista britânico nascido na Inglaterra que participou do GP da Inglaterra de Fórmula 1 de 1954.